# ニウ・ニッケリー
ニウ・ニッケリー（Nieuw Nickerie）は、スリナムの都市。人口13000人（2000年）
。ニッケリー地方の州都であり、スリナム第3の都市である。大西洋に面する港町で、国土の北西端、ガイアナとの国境に位置する。国土東端のアルビナから国土北端を横断する東西国道の終点でもある。
ニウ・ニッケリーは、ニッケリー川が大西洋に注ぐ河口に位置する。また、ガイアナとスリナムとの国境をなすコランタイン川の河口でもあり、コランタイン側対岸のガイアナ領コリバートン（スプリングランズ）との間にフェリーが就航している。ニウ・ニッケリーの主産業はバナナ及び米の栽培であり、市場と数軒のホテルがある。

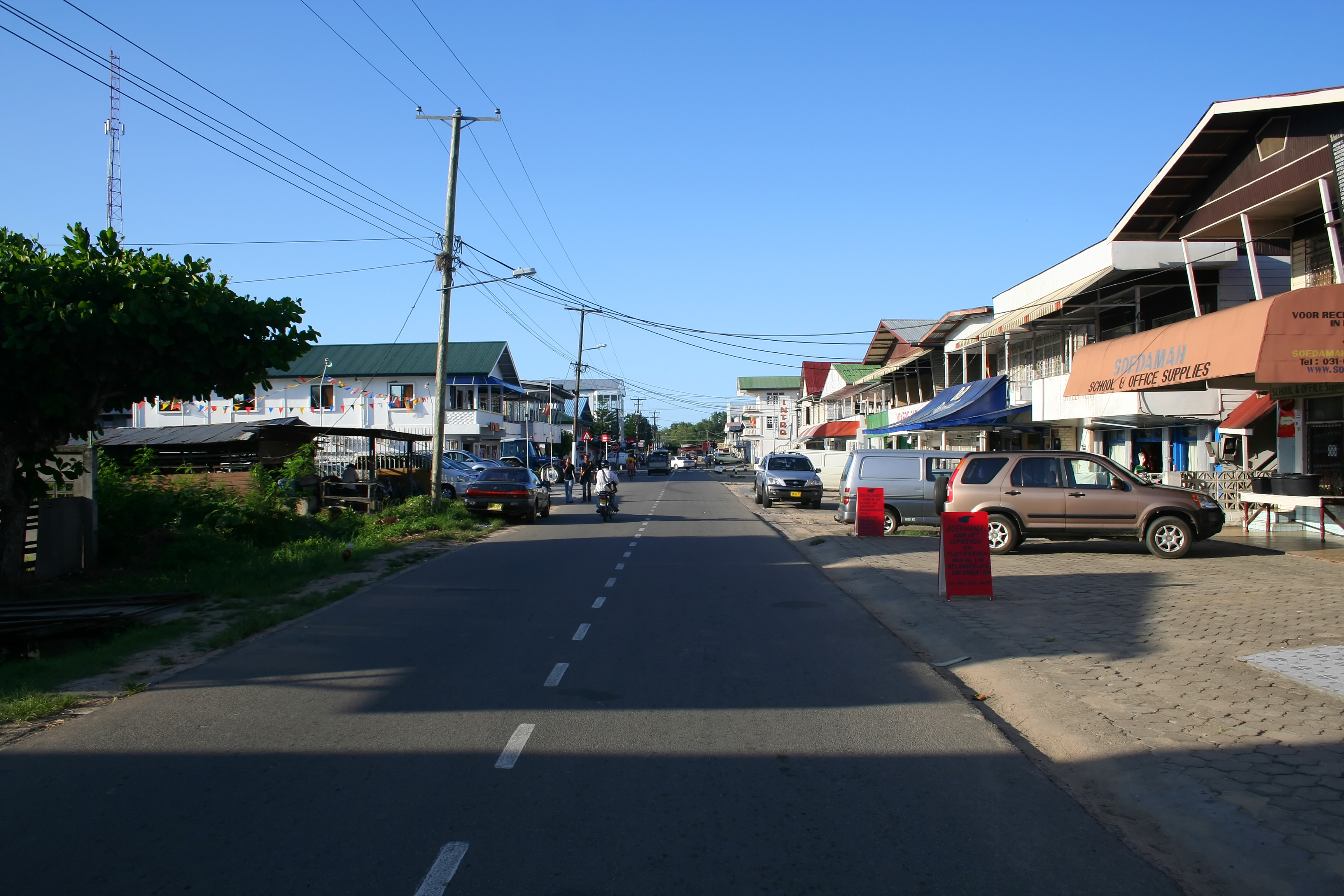
ニウ・ニッケリーの街並み